# بحيرة كريستابل
بحيرة كريستابل هي بحيرة صغيرة تقع في شمال الجزيرة الجنوبية لنيوزيلندا. على بعد 12 كيلومترًا جنوب غرب معبر لويس. البحيرة هي مصدر لنهر غراي، وهو واحد من أطول الأنهار على الساحل الغربي للجزيرة الجنوبية، على الرغم من أن مخرجه تحت الأرض. تقع البحيرة خلف سد منهال، يُعتقد أنه نشأ بسبب زلزال ضرب المنطقة في حقبة ما قبل التاريخ.